# Marta Pan

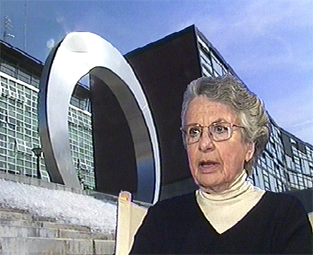
Marta Pan, 1995

Marta Pan (* 12. Juni 1923 in Budapest, Ungarn; † 12. Oktober 2008 in Paris, Frankreich) war eine französische abstrakte Bildhauerin  ungarischer Abstammung.

## Leben und Werk
Marta Pan wurde 1923 in Budapest als Tochter des Ingenieurs Sigismond Pan und seiner Frau Marie Pan, geb. Piltzer, geboren. Nach Beendigung der Schulzeit studierte sie Kunst an der Ecole des Beaux-Arts in Budapest.
1946 zog Pan nach Paris, wo sie Constantin Brâncuși und Fernand Léger kennenlernte. 1952 heiratete sie den Architekten André Wogenscky (1916–2004), der Assistent von Le Corbusier war. Ihre frühen Skulpturen waren beeinflusst von der Architektur Le Corbusiers.

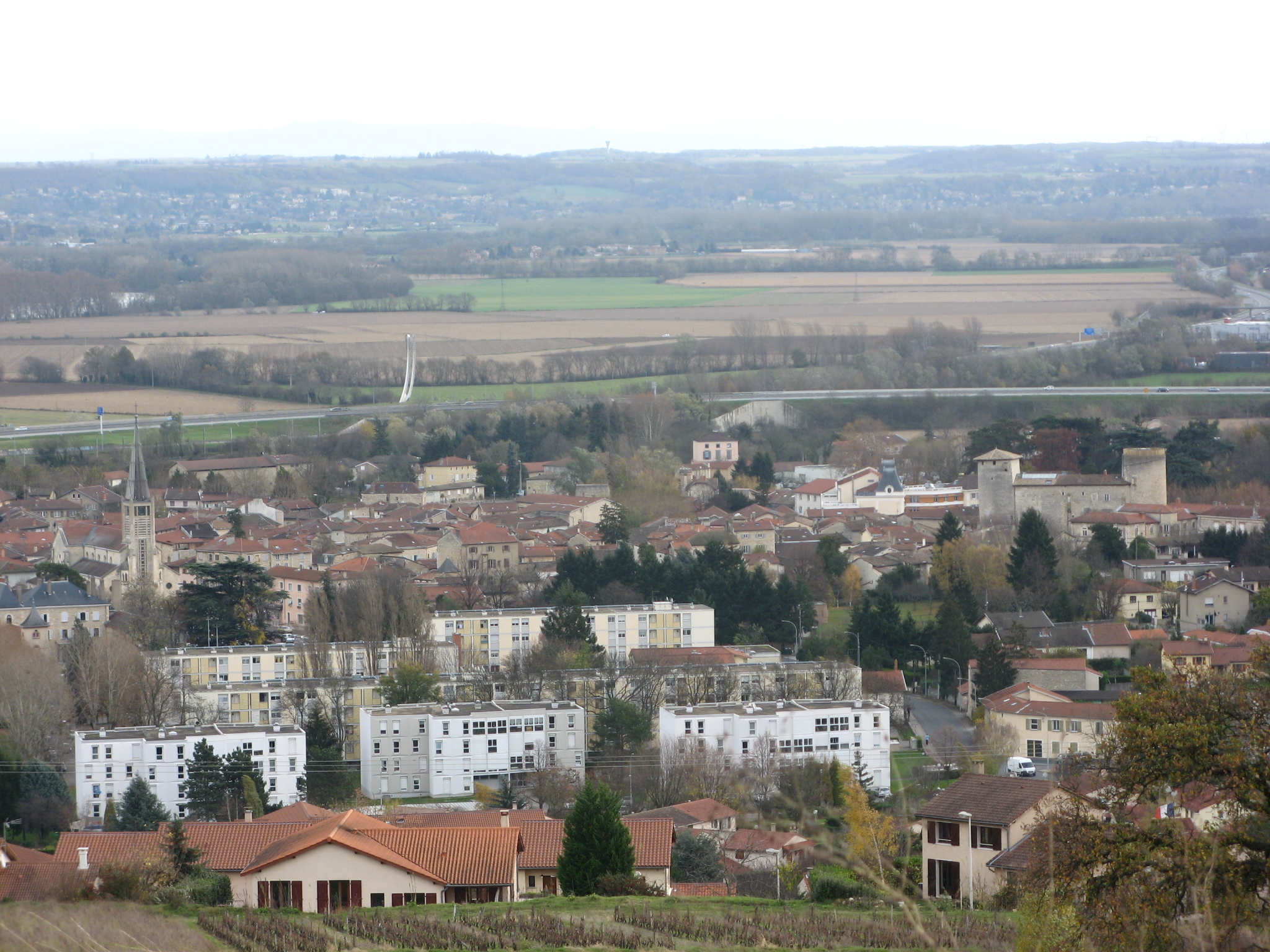
Blick auf Anse mit der 25 m hohen Metallskulptur Signe infini im Hintergrund

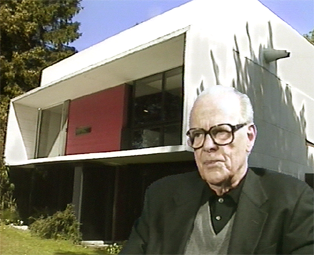
André Wogenscky vor dem Haus in Saint-Rémy-lès-Chevreuse

1956 entstand ihre Skulptur Le Teck, die aus zwei beweglichen Holzteilen besteht. Der Choreograph Maurice Béjart schuf ein Ballett mit demselben Namen. Béjarts Ballet hatte seine Premiere auf dem Dach von Le Corbusiers Gebäude Unité d’Habitation in Marseille, aufgeführt rund um die Skulptur. Bis 1960 enthielten alle Skulpturen Pans diese zweiteilige Konstruktionsmethode, die eine Änderung des Werks erlaubte.
Ihr höchstes und weit sichtbares Werk ist die 1993 geschaffene Metallskulptur Signe infini an der Gabelung der Autobahnen A6 und A46 bei Anse in Frankreich. 2001 war sie auf der Ausstellung Blickachsen 3 in Bad Homburg vor der Höhe mit der Skulptur Schwimmende Plastik 7 vertreten.
Marta Pans abstraktes Werk ist verbunden mit geometrischer Einfachheit und Themen von Balance und  Gleichgewicht. Es nimmt Bezug auf seine Umgebung: auf die Landschaft, wechselndes Licht, Wind und Wasser sowie auf die umgebende Architektur. Verwendete Materialien waren Holz, Marmor, Metall, Polyester und Plexiglas.

## Fondation Marta Pan – André Wogenscky
Marta Pan starb am 12. Oktober 2008 in Paris. Das kinderlose Ehepaar setzte als Erbin die von ihnen gegründete Stiftung Fondation Marta Pan – André Wogenscky ein. Sie hat ihren Sitz in dem von André Wogenscky 1952 erbauten und gemeinsam bewohnten Atelierhaus in Saint-Rémy-lès-Chevreuse.
Die Stiftung wurde 2011 registriert, sie verfügt über die Urheberrechte, das Haus und den Skulpturengarten, die beide seit 1997 als inventaire supplémentaire zu den Monument historiques zählen.  Das Anwesen ist für die Öffentlichkeit zugänglich.

## Öffentliche Sammlungen (Auswahl)
- Sculpture flottante (1960/61), Skulpturenpark am Kröller-Müller-Museum, Otterlo, Niederlande
- Floating Sculpture No. 3 (1972), Lynden Sculpture Garden,  Milwaukee (Wisconsin), USA[8]
- Floating Sculpture (1973), Dallas City Hall, Dallas (Texas), USA[9]
- Trois disques fendus (1981), Fondation de Coubertin, Saint-Rémy-lès-Chevreuse, Frankreich[10]
- La Perspective (1992), Musée de la Ville de Saint-Quentin-en-Yvelines (Yvelines, Île-de-France), Frankreich[11]
- Moebius étiré (2000), Hessisches Landesmuseum Darmstadt[12]

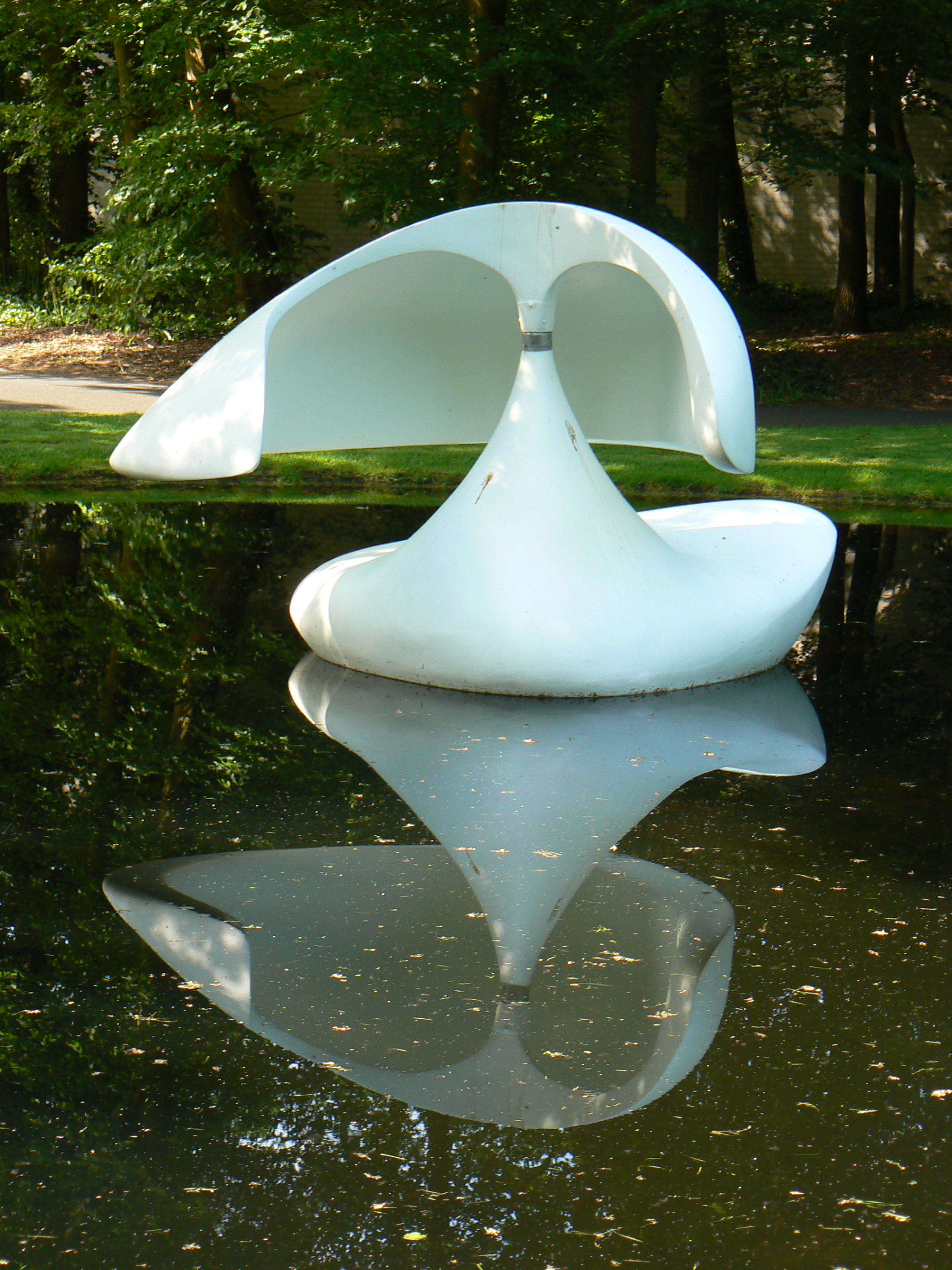
Sculpture flottante, (1960/61) Skulpturenpark am Kröller-Müller Museum, Otterlo
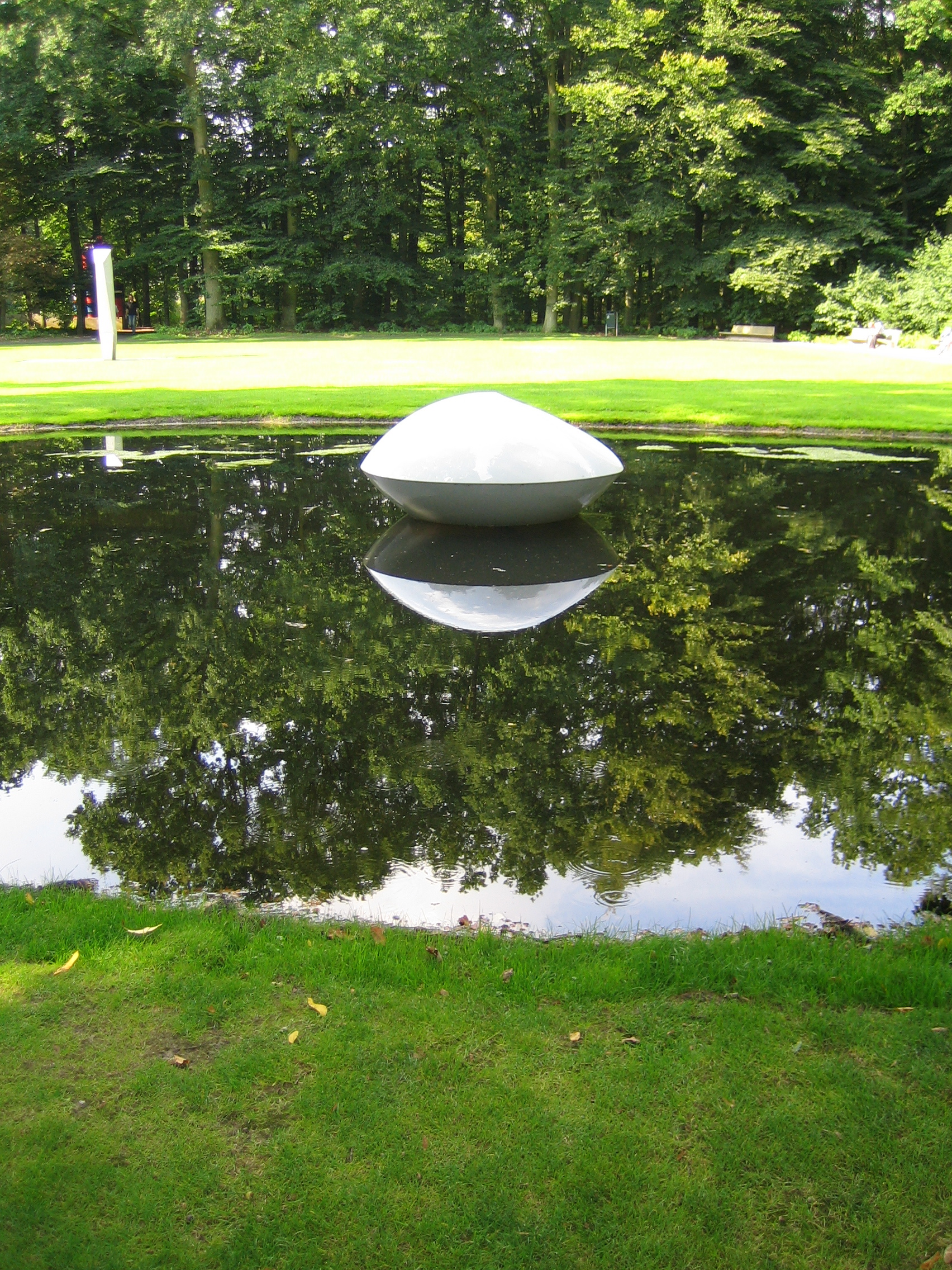
Sculpture flottante, Skulpturenpark am Kröller-Müller Museum, Otterlo
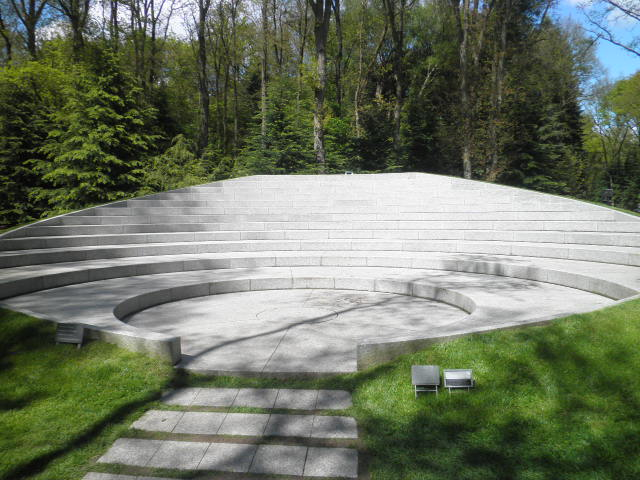
Amphithéâtre, (2005–2007), Skulpturenpark am Kröller-Müller Museum, Otterlo

## Ehrungen
- 1986: Officier des Arts et Lettres[1]
- 1997: Chevalier de la Légion d’honneur[13]
- 2001: Praemium Imperiale